# Mărie din Runcu-Gorj
Marie din Runcu-Gorj a fost ultimul disc înregistrat de Maria Apostol, în anul 1991. Acest disc este format din 13 melodii, toate înregistrate sub bagheta lui Marin Ghiocel. 
Maestrul de sunet a fost Vasile Sibana, grafica a fost facuta de Gabriel Costescu iar redactorul muzical a fost Daniela Roxana Gibescu.

### Melodiile discului
1. De ce nu te-nsori Gheorghiță
2. Neicuță ce gând mai ai
3. Afară plouă și tună
4. Mă născui pe plai gorjean
5. Am un dor la inimioară
6. Greu mai e în viată dorul
7. În padure la Ponoare
8. Mărie din Runcu-Gorj
9. Neicuta de-atata dor
10. Pe uliță la neica
11. Ușurel trecui prin lume
12. Dor, dor și iar dor
13. Rău mă doare sufletul